# Pablo Íñiguez de Heredia Larraz
Pablo Íñiguez de Heredia Larraz (Burgos, 20 de gener de 1994) és un futbolista espanyol que juga com a defensa central i migcampista al Vila-real Club de Futbol B.

## Trajectòria
A l'any 2003 es va unir al planter del Vila-real CF. El 19 de novembre de 2011 va ser convocat per a un partit contra la Reial Societat de Futbol però no va disputar cap minut, va tenir la mateixa sort dies després en un partit de Lliga de Campions de la UEFA contra l'FC Bayern de Múnic.
El 14 de gener de 2012, a una setmana de complir els 18 anys, va fer el seu debut professional amb el Vila-real C. F. "B" en un partit de la Segona Divisió espanyola contra el Futbol Club Cartagena. El 2 de desembre de 2012 va fer la seva primera aparició amb el primer equip en el partit que van perdre per 0-1 contra l'Elx Club de Futbol.
El 27 d'agost de 2013, va signar un nou contracte de cinc anys amb el Vila-real, acabat d'ascendir a la Primera Divisió espanyola, un any després va ser cedit per una temporada al Girona FC.
La temporada 2015-2016 torna per jugar amb el primer equip del Vila-real i també amb el filial. El 5 de juliol de 2016 es va confirmar la seva cessió al Rayo Vallecano per una temporada.
L'11 de juliol es confirma la seva sortida al Club de Futbol Reus Deportiu i el Vila-real es guarda una opció de compra durant els dos proxims anys.

## Selecció
Pablo Íñiguez ha estat internacional amb les seleccions sub17, sub19, sub20 i sub21 d'Espanya.